# Art of Life Live
Art of Life Live è un live album degli X Japan, uscito il 18 marzo 1998. Il disco contiene la versione live della canzone "Art of Life", registrata il 31 dicembre 1993 al Tokyo Dome. Art Of Life è stata eseguita solamente due volte dal vivo (fino al 1997). Nel marzo del 2008, in seguito alla riunione della band, Art of Life è stata suonata per la terza volta dal vivo. Durante il concerto del 28 marzo, però, Yoshiki ha accusato un malore al momento dell'inizio del solo di pianoforte e lo show è stato interrotto. La canzone è stata terminata due giorni dopo come chiusura del concerto del 30 marzo.

## Tracce
1. Art of life - 34:07 (YOSHIKI - YOSHIKI)